# 微毛鹅观草
微毛鹅观草（学名：Roegneria puberula）为禾本科鹅观草属下的一个种。

## 扩展阅读
- 維基物種上的相關：微毛鹅观草